# Stiftung Würth

Logo der Stiftung Würth

Die Stiftung Würth gehört zu den gemeinnützigen unternehmensverbundenen Stiftungen in Deutschland. Die Stiftung des bürgerlichen Rechts, deren Gründung 1987 auf die Unternehmer Reinhold Würth und Carmen Würth zurückgeht, verfolgt gemeinwohlorientierte Projekte in den Bereichen Kunst und Kultur, Forschung und Wissenschaft, Bildung und Erziehung sowie Integration von Geflüchteten und Menschen mit Behinderung, vor allem in der Region Hohenlohe.

## Fördergebiete und Themen
Reinhold Würth und Carmen Würth gründeten die Stiftung Würth im Jahr 1987, um das kulturelle und soziale Engagement der Würth-Gruppe zu bündeln und dessen kontinuierliche Fortsetzung zu gewährleisten. Seit Gründung der Stiftung hat sich der Förderbereich mit Blick auf aktuelle gesellschaftliche Herausforderungen kontinuierlich ausgeweitet. Das gesellschaftliche Engagement wird als ausgleichendes und zusammenführendes Element verstanden. Neben ihren eigenen Aktivitäten unterstützt die Stiftung Würth auch Projekte anderer Veranstalter mit Schwerpunkt auf der Region Hohenlohe.

### Kunst und Kultur
Ziel der Stiftung im Bereich Kunst und Kultur ist es, mit ihren Mitteln den Menschen den Zugang zur Kunst zu erleichtern. Seit 1991 vergeben die Jeunesses Musicales Deutschland und die Stiftung Würth den Würth-Preis der Jeunesses Musicales Deutschland. Für zeitgenössische bildende Künstler lobt die Stiftung Würth seit 1993 den Robert-Jacobsen-Preis aus, der an den dänischen Bildhauer Robert Jacobsen erinnert. Der Würth-Preis für Europäische Literatur wird seit 1997 alle zwei Jahre an Persönlichkeiten verliehen, die im Schnittpunkt unterschiedlicher Kulturen arbeiten, die sich mit europäischen Kulturtraditionen auseinandersetzen oder sich Problemen widmen, die in ihrem Land erst durch europäische Einflüsse entstanden sind.
Die Stiftung unterstützt regelmäßig besonders bedeutsame Projekte anderer Veranstalter, darunter der Hohenloher Kultursommer sowie der dort alle zwei Jahre stattfindende Internationale Violinwettbewerb der Kulturstiftung Hohenlohe, der sich an hochbegabte junge Künstler aller Nationen unter 21 Jahren wendet und die Junge Oper Schloss Weikersheim.

### Forschung und Wissenschaft
Die Stiftung Würth hat 2012 an der Technischen Universität München die Markus Würth Stiftungsprofessur für Kinderneuroorthopädie und Cerebralparese eingerichtet. An der Eberhard Karls Universität Tübingen unterstützt die Stiftung die Tübinger Poetik-Dozentur, ein Projekt am Deutschen Seminar, das Studenten, Dozenten und der breiten Öffentlichkeit die Möglichkeit gibt, mit bekannten Autoren ins Gespräch zu kommen.
Die von der Stiftung Würth verwaltete Stiftung zur Förderung der Reinhold-Würth-Hochschule der Hochschule Heilbronn in Künzelsau widmet sich der Förderung von Forschung und Lehre an dieser Hochschule. Ihr wurden 2005 aus der Würth-Gruppe zehn Millionen Euro als Stiftungskapital zur Verfügung gestellt. 2019 investierte die Stiftung Würth zusätzlich 17 Millionen Euro in zwei Erweiterungsbauten der Reinhold-Würth-Hochschule der Hochschule Heilbronn am Campus Künzelsau. Auf einer Fläche von rund 7.500 Quadratmetern entstanden in nur 15 Monaten Bauzeit ein Hörsaal- und ein Institutsgebäude.

### Bildung
Das größte Bildungsprojekt, das unterstützt wird, sind die Freien Schulen Anne-Sophie in Künzelsau und in Berlin, deren Trägerin die Stiftung Würth ist. Beide sind staatlich anerkannte Schulen mit Ganztagsbetreuung für alle Bildungsgänge – von der Grundschule bis zum Abitur. Die Schulen arbeiten nach einem eigenen pädagogischen Konzept.
Zudem wurde 2005 das Kompetenzzentrum Ökonomische Bildung Baden-Württemberg unter dem Dach der Stiftung eingerichtet, dessen Ziel es ist, Schulen näher an Wirtschaftsthemen heranzuführen. Das Kompetenzzentrum vergibt jährlich den Würth Bildungspreis für weiterführende allgemeinbildende Schulen und den Landespreis für Absolventen der Werkrealschulen, organisiert die „Handwerkstatt“ als Maßnahme zur beruflichen Orientierung für Schüler und die Fortbildung „Wirtschaftspraxisprogramm für Lehrkräfte“ sowie ein Führungskräftesymposium.
Weiter fördert die Stiftung Würth auf Initiative von Carmen Würth den gemeinnützigen Verein iThemba Labantu mit Sitz in München, der es sich in erster Linie zur Aufgabe gemacht hat, die Lebenssituation der Menschen in den Townships von Südafrika zu verbessern. Unter anderem hat die Stiftung 2020 eine Patenschaft für eine Schulklasse und unterstützte finanziell den Philipp Lahm Sportsground. Die Stiftung unterstützt zudem den Volksbund Deutsche Kriegsgräberfürsorge e. V.

### Integration
Die Stiftung Würth setzt sich stark für das selbstverständliche Zusammenleben von Menschen mit und ohne Behinderung ein sowie für die Integration von Geflüchteten. So engagiert sich die Stiftung unter anderem seit 2009 für das Kinderzentrum Ümüt-Nadjeschda für körperbehinderte und entwicklungsverzögerte Kinder in Bischkek, Kirgisistan. Außerdem unterstützt sie die Andreas-Fröhlich-Schule Krautheim, ein sonderpädagogisches Bildungs- und Beratungszentrum mit dem Förderschwerpunkt körperliche und motorische Entwicklung. Seit 2013 gibt es das Musikfest der Stiftung Würth – Das Festival der besonderen Art, bei dem Musikgruppen mit Förderbedarf auftreten. Auf Initiative von Carmen Würth unterstützt die Stiftung Würth auch die Gemeinschaft „Estia Agios Nikolaos“ (St.-Nikolaus-Heim), ein integratives Dorf in Galaxidi, Griechenland, in dem Menschen mit und ohne Beeinträchtigung ab 18 Jahren zusammen in Familiengemeinschaften leben, arbeiten und ihre Freizeit verbringen.

## Organisation
Die Stiftung Würth ist eine rechtsfähige Stiftung bürgerlichen Rechts. Das Stiftungskapital beträgt 22,6 Millionen Euro (Stand 2022). Die Stiftung verfolgt ausschließlich gemeinnützige und mildtätige Zwecke. Ihre Arbeit wird finanziert von den deutschen Unternehmen der Würth-Gruppe. Stiftung und Unternehmen arbeiten inhaltlich unabhängig voneinander, was eine klare Trennung zwischen ökonomischen und philanthropischen Gesichtspunkten bedeutet. Sitz der Stiftung ist Künzelsau.

### Vorstand und Aufsichtsrat
Die Stiftungsorgane sind der Vorstand und der Aufsichtsrat. Der Vorstand führt die Geschäfte der Stiftung. Nach dem Willen der Stifter gehören dem Aufsichtsrat Mitglieder der Familie und Persönlichkeiten des öffentlichen Lebens an, der Aufsichtsrat berät und kontrolliert den Vorstand. Vorstandsvorsitzender ist derzeit Johannes Schmalzl, Vorsitzender des Aufsichtsrates ist Reinhold Würth.